# Šlager (2024.)
Šlager je hrvatski film iz 2024. godine redatelja, scenarista, producenta Nevija Marasovića.
Svjetska premijera filma održala se na otvaranju prije samog otvaranja 71. Pulskog filmskog festivala, u Istarkom narodnom kazalištu, 11. srpnja 2024. Od 20. ožujka 2025. krenula je kinodistribucija.

## Radnja
Sara, četrdesetogodišnja profesorica, prima neočekivanu rođendansku čestitku od Nika, bivše ljubavi iz Beča, te saznaje da se Niko oporavlja od nesreće na Bledu. Odlazi mu u posjet gdje Niko izrazi želju da mu pomogne u pisanju scenarija. Radeći na scenariju, Sara i Niko se suočavaju s bolnom prošlošću i propalom vezom što rezultira terapijskom katarzom. Nekoliko godina kasnije susreću se na festivalu: Niko je sada smiren sa svojom kćeri, a Sarin film upravo je doživio premijeru. Rastaju se s nježnim zagrljajem svatko nastavljajući svojim putem.

## Glumačka postava
- Lana Barić kao Sara, Nikova bivša djevkojka
- Janko Popović Volarić kao Niko, poznati redatelj iz Beča

## Razvoj
Film je predstavljen u postprogramu Film u nastanku na 69. Pulskom filmskom festivalu u sklopu Industrijskog programa, di je osvojio treće mjesto i novčanu nagradu od 3000 €.

## Snimanje
Film je počeo sa snimanjem u srpnju 2022. i završio na zimu iste godine. Jedna od lokacija snimanja bila je iznad amfiteatra u Puli.

## Vanjske poveznice
- Šlager na stranicama Pulskog filmskog festivala – Arhivirana inačica izvorne stranice od 9. lipnja 2024. (Wayback Machine)
- Šlager u internetskoj bazi filmova IMDb-a